# Heckenstallerpark

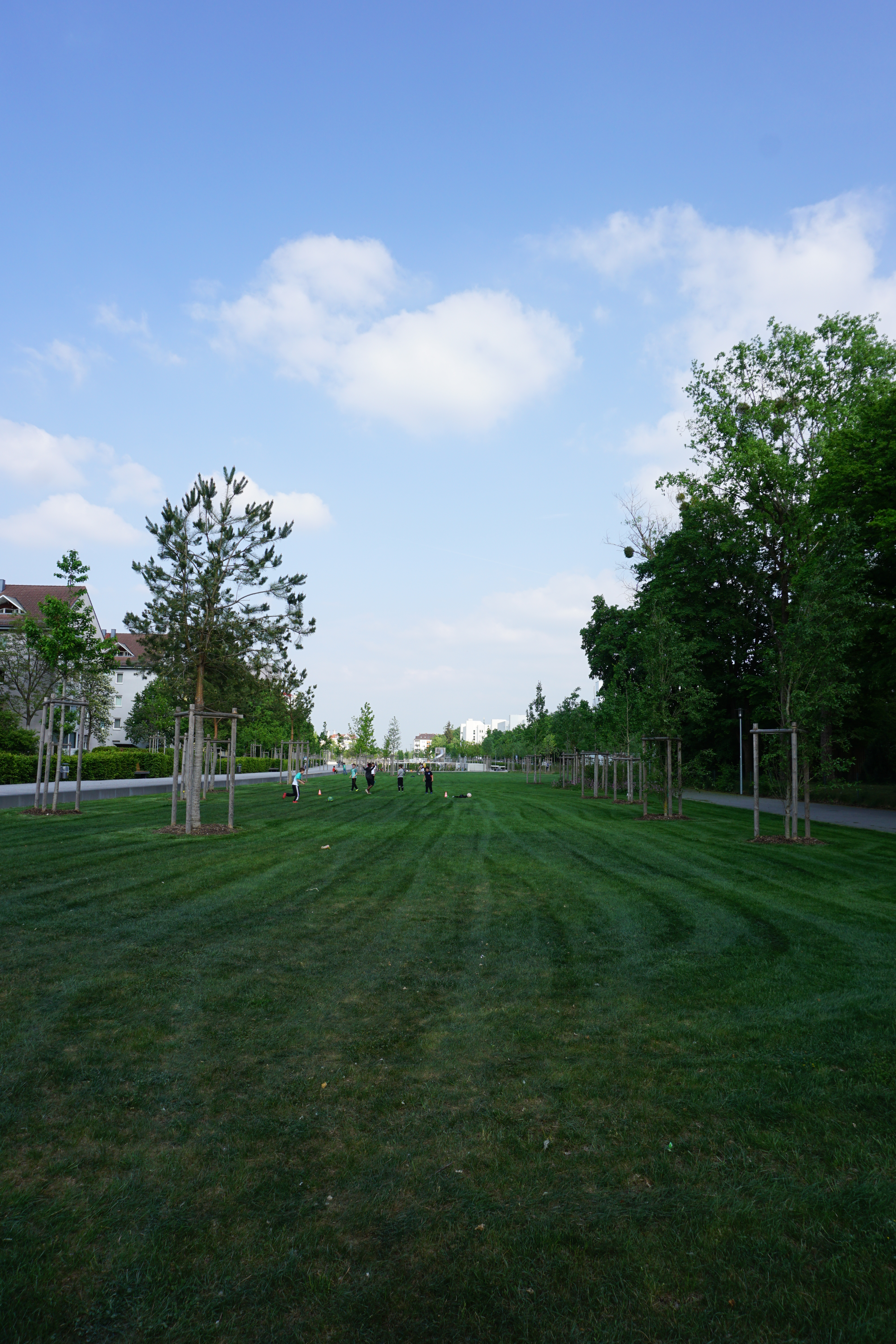
Der Park, vom Westen gesehen

Der Heckenstallerpark ist ein 2017 eröffneter Park mit einer Fläche von 2,75 ha im Münchner Stadtbezirk Sendling-Westpark. Er befindet sich über dem 2015 eröffneten Heckenstallertunnel.

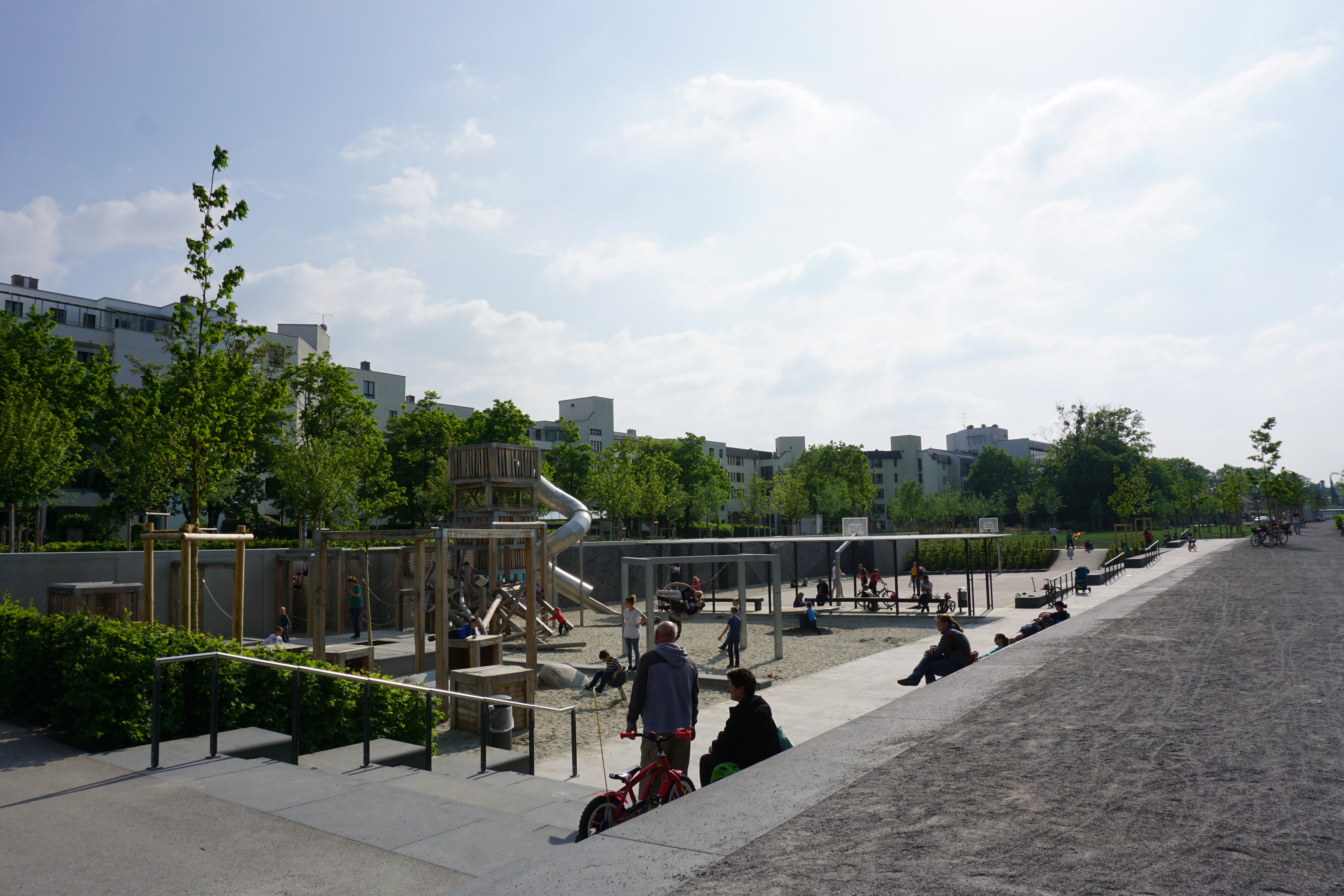
Der Kinderspielplatz in der Mitte des Parks

## Beschreibung
Der Heckenstallerpark ist etwa 570 Meter lang und zwischen 40 und 70 Metern breit. Er erstreckt sich zwischen der Höglwörther Straße und der Passauerstraße, die nach Anton Passauer benannt wurde. Im zentralen Bereich befindet sich ein großer Kinderspielplatz mit Basketballkorb, Tischtennisplatten und einem Kletterparcours. An einer Boulderwand können Kletterer trainieren. Im Heckenstallerpark gibt es rund 340 Bäume, darunter Eichen- und Kirschbäume.